# Saluvagnslicens
Saluvagnslicens är ett särskilt tillstånd i Sverige för den som yrkesmässigt tillverkar, transporterar eller handlar med fordon att under särskilda omständigheter framföra oregistrerade eller avställda fordon på allmän väg.

## Lagstiftning
Reglerna om saluvagnslicens finns huvudsakligen i 18 §, 19 § och 20 § lagen (2001:558) om vägtrafikregister. Denna lag trädde i kraft den 1 oktober 2001. Tidigare fanns regler om saluvagnslicens i bilregisterkungörelsen (1972:599), som upphävdes i samband med att lagen om vägtrafikregister infördes.
Bilregisterkungörelsen hade status av en förordning, den var alltså instiftad av regeringen och inte riksdagen. Eftersom saluvagnslicens medger undantag från de vanliga reglerna om registrering av fordon, vilket bland annat har med fordonsskatt att göra, och regler om skatter skall stiftas av riksdagen i lag, överfördes reglerna om saluvagnslicens till lagen om vägtrafikregister.

## Handläggande myndighet
Ärenden om saluvagnslicens handläggs av Transportstyrelsen från den 1 januari 2009, dessförinnan av Vägverket. Handläggande avdelning är Trafikregistret. Beslut i frågor om saluvagnslicens kan överklagas till Förvaltningsrätten i Karlstad, tidigare till Länsrätten i Örebro län.

## Hur saluvagnslicensen får användas
Med stöd av en saluvagnslicens får fordon som inte är registrerade i vägtrafikregistret eller är avställda och som licenshavaren yrkesmässigt tillverkar, transporterar eller handlar med eller som licenshavaren utför fordonstester med, brukas för:
1. provkörning i samband med tillverkning eller reparation samt testkörning
2. färd kortaste lämpliga väg från hamn, järnvägsstation, fabrik, reparationsverkstad, förvaringslokal, plats för testkörning eller liknande till sådan plats eller lokal eller till garage
3. färd kortaste lämpliga väg till eller från ett besiktningsorgan för besiktning
4. körning i den omfattning som behövs för demonstration eller försäljning

Det fordon som används med stöd av saluvagnslicens skall ha en saluvagnsskylt väl synlig på fordonet (fram eller baksidan). Saluvagnsskylten ser ut som en registreringsskylt, men är grön med svart text i stället för vit med svart text.

## Vem som kan tilldelas saluvagnslicens
Saluvagnslicens kan tilldelas den som yrkesmässigt tillverkar, transporterar eller handlar med motordrivna fordon eller med släpfordon eller den som yrkesmässigt tillverkar fordonskomponenter. Med tillverkning avses även sådan påbyggnad eller lackering som ingår som ett led i arbetet med att färdigställa fordonen. Saluvagnslicens kan också tilldelas en person som inte har sitt egentliga hemvist eller, i fråga om en juridisk person, sin ledning i Sverige och som för in fordon i Sverige för testkörning. Dessutom kan saluvagnslicens tilldelas den som på uppdrag yrkesmässigt utför sådan testkörning.
Licens får inte meddelas om det skäligen kan antas att den kommer att missbrukas eller om det finns något annat särskilt skäl mot att den meddelas.

## Skatt och försäkring
Det finns ingen skyldighet att betala fordonsskatt för fordon som är avställda eller som inte är registrerade. Den som har saluvagnslicens måste i stället betala saluvagnsskatt.
Fordon som används med stöd av saluvagnslicens behöver inte heller ha trafikförsäkring. Vid färd är fordonet i stället försäkrat genom en särskild så kallad flytande försäkring som gäller alla avställda eller oregistrerade fordon som tillhör innehavaren av saluvagnslicens.
Fordonen behöver inte heller vara besiktigade utan licensinnehavaren ansvarar för bilarnas skick. Det har betydelse för biltillverkarna eftersom de vill provköra nya modeller, utan att de är rätt registreringsbesiktigade vilket är en omfattande process för en ny bilmodell, olika certifikat till exempel för avgasutsläpp behövs. Bilförsäljare bör dock ha bilarna besiktigade annars blir det besvär när de säljs.

## Giltighetstid
Saluvagnslicens gäller tills vidare. Om det finns särskilda skäl får den begränsas till viss tid.
En saluvagnslicens skall återkallas om:
1. licensen inte har utnyttjats under de senaste tolv månaderna
2. saluvagnsskatten inte har betalats
3. licensen har utnyttjats i strid med bestämmelserna om sådan licens
4. licenshavaren på något annat sätt har visat sig olämplig eller det annars finns någon särskild anledning att återkalla licensen

Återkallelse enligt 3 eller 4 skall inte ske i ringa fall.